# Campeonato de Alemania de Ciclismo Contrarreloj
Los Campeonatos de Alemania de Ciclismo Contrarreloj se organizan anual e ininterrumpidamente desde el año 1995 para determinar el campeón ciclista de Alemania de cada año, en la modalidad. 
El título se otorga al vencedor de una única carrera, en la modalidad de Contrarreloj individual. El vencedor obtiene el derecho a portar un maillot con los colores de la bandera alemana hasta el campeonato del año siguiente, solamente cuando disputa pruebas contrarreloj.

## Palmarés

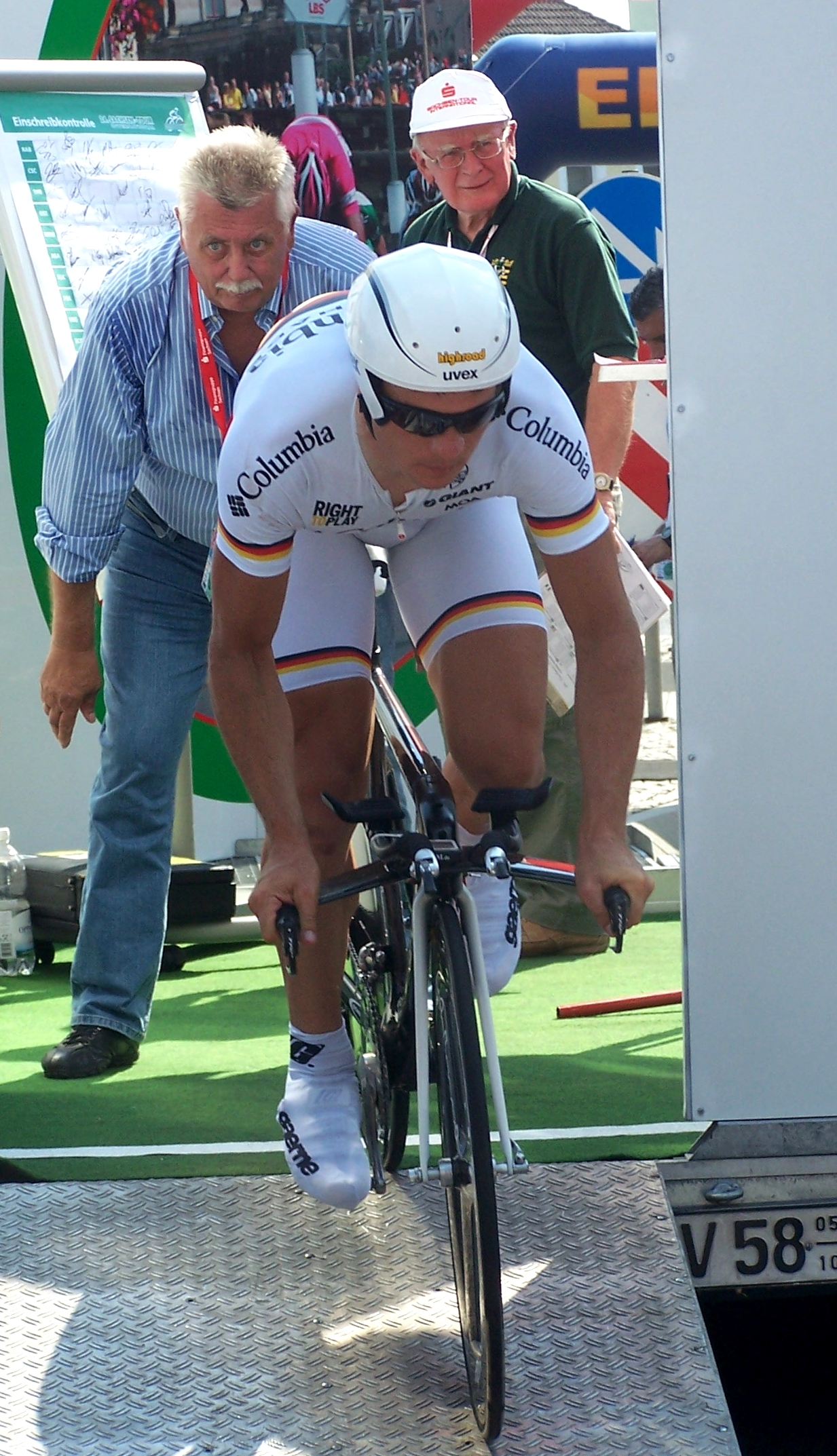
Bert Grabsch con el maillot de campeón de Alemania CRI.

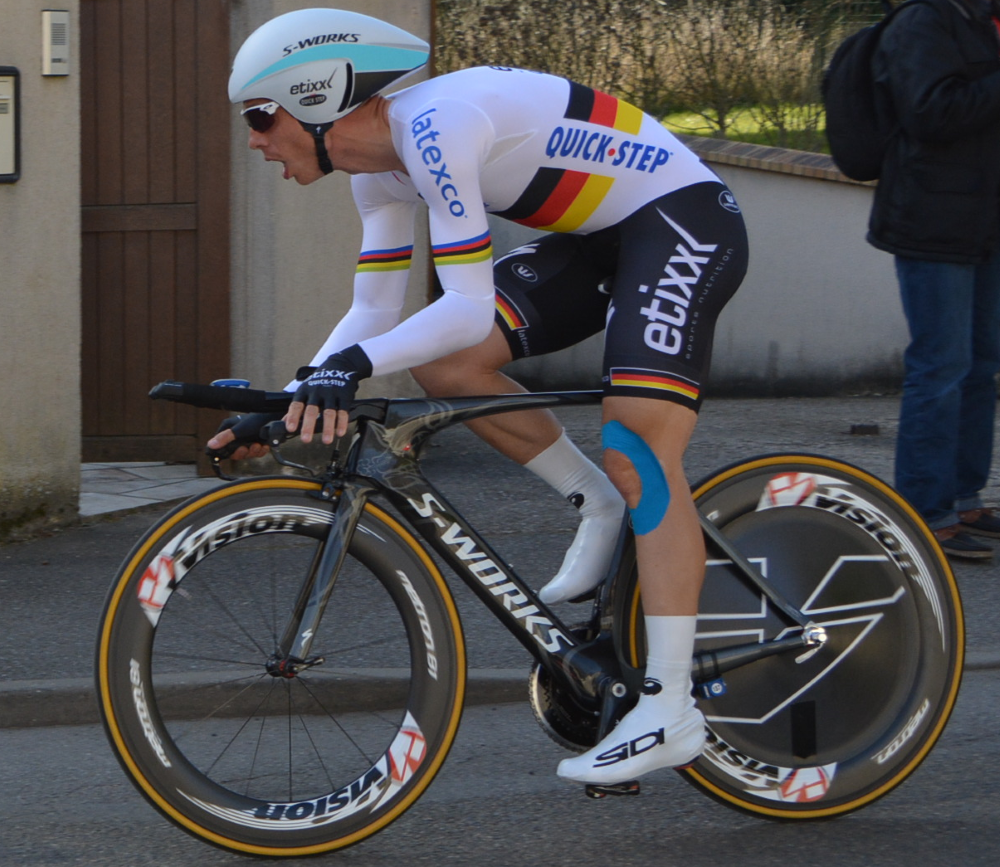
Tony Martin campeón en 2014.

| Año  | Ganador               | Segundo               | Tercero               |
| ---- | --------------------- | --------------------- | --------------------- |
| 1994 | Jens Lehmann          | Jan Ullrich           | Michael Rich          |
| 1995 | Jan Ullrich           | Uwe Peschel           | Thomas Liese          |
| 1996 | Uwe Peschel           | Thomas Liese          | Michael Rich          |
| 1997 | Andreas Walzer        | Bert Grabsch          | Thomas Liese          |
| 1998 | Uwe Peschel           | Andreas Walzer        | Thomas Liese          |
| 1999 | Andreas Walzer        | Olaf Pollack          | Dirk Müller           |
| 2000 | Michael Rich          | Thomas Liese          | Sebastian Lang        |
| 2001 | Thomas Liese          | Uwe Peschel           | Andreas Walzer        |
| 2002 | Uwe Peschel           | Michael Rich          | Jens Voigt            |
| 2003 | Michael Rich          | Uwe Peschel           | Sebastian Lang        |
| 2004 | Michael Rich          | Sebastian Lang        | Jens Voigt            |
| 2005 | Michael Rich          | Sebastian Lang        | Jens Voigt            |
| 2006 | Sebastian Lang        | Michael Rich          | Jens Voigt            |
| 2007 | Bert Grabsch          | Lars Teutenberg       | Robert Bartko         |
| 2008 | Bert Grabsch          | Stefan Schumacher     | Tony Martin           |
| 2009 | Bert Grabsch          | Tony Martin           | Jens Voigt            |
| 2010 | Tony Martin           | Patrick Gretsch       | Jens Voigt            |
| 2011 | Bert Grabsch          | Tony Martin           | Patrick Gretsch       |
| 2012 | Tony Martin           | Bert Grabsch          | Lars Teutenberg       |
| 2013 | Tony Martin           | Patrick Gretsch       | Stefan Schumacher     |
| 2014 | Tony Martin           | Nikias Arndt          | Lars Teutenberg       |
| 2015 | Tony Martin           | Nikias Arndt          | Stefan Schumacher     |
| 2016 | Tony Martin           | Jasha Sütterlin       | Nils Politt           |
| 2017 | Tony Martin           | Jasha Sütterlin       | Nils Politt           |
| 2018 | Tony Martin           | Jasha Sütterlin       | Nikias Arndt          |
| 2019 | Tony Martin           | Nils Politt           | Jasha Sütterlin       |
| 2020 | No disputado          | No disputado          | No disputado          |
| 2021 | Tony Martin           | Miguel Heidemann      | Max Walscheid         |
| 2022 | Lennard Kämna         | Jannik Steimle        | Nils Politt           |
| 2023 | Nils Politt           | Miguel Heidemann      | Maximilian Schachmann |
| 2024 | Nils Politt           | Maximilian Schachmann | Miguel Heidemann      |
| 2025 | Maximilian Schachmann | Miguel Heidemann      | Lennard Kämna         |

## Estadísticas

### Más victorias
| Ciclista       | Victorias | Años                                                        |
| -------------- | --------- | ----------------------------------------------------------- |
| Tony Martin    | 10        | 2010, 2012, 2013, 2014, 2015, 2016, 2017, 2018, 2019 y 2021 |
| Michael Rich   | 4         | 2000, 2003, 2004 y 2005                                     |
| Bert Grabsch   | 4         | 2007, 2008, 2009 y 2011                                     |
| Uwe Peschel    | 3         | 1996, 1998 y 2002                                           |
| Andreas Walzer | 2         | 1997 y 1999                                                 |
| Nils Politt    | 2         | 2023 y 2024                                                 |